# Тень клоуна
«Тень кло́уна» — девятый студийный альбом российской рок-группы «Король и Шут». Выпущен 20 ноября 2008 года на CD и MC. Последний альбом, который был выпущен на кассетах. Первый альбом с участием Павла Сажинова как клавишника.

## История создания
Незадолго до начала работы над новым альбомом, в сентябре 2007 года, в составе группы произошли небольшие изменения. Звукорежиссёр коллектива Павел Сажинов был принят в основной состав и стал играть на клавишных. Потребность в клавишнике возникла из-за того, что у группы появились композиции, в которых синтезатор был опорным инструментом (например, в песне «Фред») и через секвенсор компенсировать отсутствие второго гитариста на концертах. Партии ударных инструментов для альбома «Тень клоуна» были полностью записаны до конца 2007 года, а вокальные партии записывались в августе 2008 года. Альбом поступил в массовую продажу 20 ноября 2008 года, однако его можно было купить и раньше — он начал продаваться на концертах украинского тура группы с 8 ноября.
На музыку для будущей песни «A.M.T.V.» Андрей Князев написал свой вариант текста на тему Отечественной войны 1812 года, однако Михаилу Горшенёву он показался слишком громоздким и к тому времени Михаил уже сочинил свои стихи к этой композиции. К тому же на эту же тему для альбома уже была написана песня «В Париж — домой». В итоге в композиции оставили текст Михаила Горшенёва, а Андрей Князев наложил на свой вариант текста другую музыку и в 2013 году записал её как песню «Дезертир» для своего альбома «Роковой карнавал».

## Список композиций
| №   | Название              | Текст песни     | Музыка      | Длительность |
| --- | --------------------- | --------------- | ----------- | ------------ |
| 1.  | «Полутень клоуна»     | А. Князев       | —           | 0:33         |
| 2.  | «Тень клоуна»         | А. Князев       | М. Горшенёв | 2:17         |
| 3.  | «Дагон»               | А. Князев       | М. Горшенёв | 5:03         |
| 4.  | «Двое против всех»    | А. Князев       | А. Князев   | 3:53         |
| 5.  | «В Париж - домой»     | А. Князев       | М. Горшенёв | 4:55         |
| 6.  | «Ричард Гордон»       | А. Князев       | А. Князев   | 3:33         |
| 7.  | «Фред»                | А. Князев       | М. Горшенёв | 3:21         |
| 8.  | «Санта-Клаус»         | А. Князев       | А. Князев   | 3:14         |
| 9.  | «Кода»                | А. Князев       | М. Горшенёв | 3:54         |
| 10. | «Заговор в суде»      | А. Князев       | —           | 0:38         |
| 11. | «Невидимка»           | А. Князев       | А. Князев   | 3:53         |
| 12. | «A.M.T.V. (M.T.V)»    | М. Горшенёв     | М. Горшенёв | 3:54         |
| 13. | «Полутень зомби»      | А. Князев       | —           | 0:26         |
| 14. | «Ходит зомби»         | А. Князев       | М. Горшенёв | 1:56         |
| 15. | «Смешной пистолет»    | А. Князев       | А. Князев   | 2:26         |
| 16. | «Вестник»             | Говард Лавкрафт | М. Горшенёв | 3:40         |
| 17. | «Клеймённый огнём»    | А. Князев       | М. Горшенёв | 4:36         |
| 18. | «Тринадцатая рана»    | А. Федечко      | М. Горшенёв | 2:41         |
| 19. | «Суфлёр» (Бонуc-трек) | А. Князев       | А. Князев   | 4:10         |

- официального Интернет-выпуска альбома песни именовались с началом «Тень (число) — …» однако, потом на Youtube-релизе часть названий песен «Тень (число) — …» убрана.

## Музыканты
- Михаил Горшенёв (Горшок) — вокал, музыка, тексты, акустическая гитара (12).
- Андрей Князев (Князь) — вокал, музыка, тексты.
- Яков Цвиркунов (Яша) — гитара, акустическая гитара, бэк-вокал.
- Сергей Захаров — бас-гитара, акустическая гитара.
- Александр Щиголев (Поручик) — ударные.
- Павел Сажинов — клавишные, звукорежиссёр.
- Дмитрий Ришко (Сasper) — скрипка, бэк-вокал.

| Оценки критиков      | Оценки критиков |
| Источник             | Оценка          |
| -------------------- | --------------- |
| Rolling Stone Russia | [ 5 ]           |
| Мир Фантастики       | [ 6 ]           |
| KM.ru                | (без оценки)    |
| Гуру Кен             | [ 8 ]           |

## Влияние
7 августа 2017 года на видеопортале Youtube вышел короткометражный фильм «Фред», снятый по мотивам одноимённой песни. Режиссёр Антон Федотов представил его как тизер к полнометражному фильму по мотивам песен группы.